# دنيا عبد الجبار (فلم)
دُنيَا عبد الجبَّار فيلم دراما مصري إنتاج عام 1992، من إخراج عبد اللطيف زكي، وبطولة: محمود عبد العزيز , إلهام شاهين , صلاح قابيل , وحيد سيف , حمدي الوزير , محمد كامل. .

## قصة الفيلم
عبد الجبار صول بالشرطة يرشح لوظيفة الجلاد (عشماوي ) لما له من مهابة وقوة شخصية أما دنيا فهي جارته التي تفتنها هذه المواصفات وتتزوجه.

## وصلات خارجية
- صفحة الفيلم على موقع السينما